# NGC 1167
NGC 1167 è una vasta galassia lenticolare situata nella costellazione di Perseo, a una distanza di circa 229 milioni di anni luce dalla nostra Via Lattea.

## Scoperta
La galassia è stata scoperta il 13 settembre 1784 dall'astronomo britannico di origine tedesca William Herschel.

## Descrizione
NGC 1167 è una galassia attiva del tipo Seyfert 2 (Sy 2). NGC 1167 è inoltre una galassia classificata come regione nucleare a linee di emissione a bassa ionizzazione, abbreviata in LINER, che indica una galassia il cui nucleo presenta uno spettro di emissione caratterizzato da larghe righe di atomi debolmente ionizzati.
Data la sua luminosità superficiale pari a 14,60, NGC 1167 può essere classificata come una galassia a bassa luminosità superficiale (nella letteratura in lingua inglese abbreviata in LSB, acronimo di Low Surface Brightness). Le galassie LSB sono galassie di tipo diffuso (D) con una luminosità superficiale inferiore di almeno una magnitudine a quella del cielo notturno circostante.

## Caratteristiche
NGC 1167 è caratterizzata da un esteso disco di idrogeno del diametro di 160 kpc. Per confronto occorre considerare che la nostra Via Lattea ha un diametro di circa 30,6 kpc. Si ritiene che NC 1167 stia accumulando gas per accrezione satellitare, avendo incorporato qualche piccola galassia vicina attraverso un processo di fusione galattica che ha portato all'espansione del suo disco. Anche se la galassia contiene una significativa quantità di gas, la materia è distribuita su un'area molto vasta, per cui la densità superficiale risulta relativamente bassa (meno di 2 M⊙/pc).
NGC 1167 presenta una serie di archi ad anello dove è attiva la formazione stellare. Questi archi però risultano piuttosto sottili e lisci, senza le tipiche irregolarità normalmente osservabili nelle regioni di formazione stellari dei bracci galattici. Si ritiene che questo sia dovuto all'assenza di stelle di classe O all'interno della struttura. La natura di questo fenomeno non è però ancora ben compresa.

## Getto radio
Una ricerca del 2022 ha riportato la rilevazione nella galassia di un getto relativistico denominato B2 0258+35. In base alle emissioni di raggi X associate al getto e alla sua similarità con un'estesa emissione da un nucleo galattico attivo, i ricercatori hanno concluso che la galassia sia attualmente da considerarsi come regione nucleare a linee di emissione a bassa ionizzazione, abbreviata in LINER, ma che abbia avuto un nucleo attivo nel passato.

## Gruppo di NGC 1167
NGC 1167 è la più luminosa di un gruppo di galassie che porta il suo nome. Oltre a NGC 1167, il Gruppo di NGC 1167 comprende almeno altri cinque membri, cioè le galassie UGC 2435, 2465, 2466, 2491 e 2526 incluse nell'Uppsala General Catalogue.